# Cambridge University Press
Cambridge University Press is de uitgeverij van de Universiteit van Cambridge.
De uitgeverij is opgericht in 1534 en is daarmee de oudste nog bestaande uitgeverij ter wereld. Na Oxford University Press is het de grootste universiteitsuitgeverij ter wereld. Cambridge University Press heeft 50 vestigingen wereldwijd en zo'n 2000 medewerkers. Het geeft 45.000 verschillende boeken uit en 300 wetenschappelijke tijdschriften. Een deel van de winst van de uitgeverij wordt afgestaan aan de universiteit.
- Bibsys: 90735085
- Bibliothèque nationale de France: cb13887458q (data)
- Catàleg d'autoritats de noms i títols de Catalunya: 981058528914906706
- CiNii: DA01165695
- Gemeinsame Normdatei: 1008744-8
- International Standard Name Identifier: 0000 0001 1088 0337
- Library of Congress Control Number: n50059133
- MusicBrainz: b8b6d02a-a5a1-4f0d-aaac-58c631cc2bab
- Nationale Bibliotheek van Tsjechië: ko2002102052
- Nationale bibliotheek van Australië: 35025041
- Nationale Bibliotheek van Israël: 987007259313605171
- Nationale Bibliotheek van Polen: a0000002222245
- Nationale en Universitaire bibliotheek Zagreb: 000785472
- Réseau des bibliothèques de Suisse occidentale: 02-A003071536
- Istituto Centrale per il Catalogo Unico: BVEV000639
- Système universitaire de documentation: 027499812
- Museum of New Zealand Te Papa Tongarewa: 17937
- Trove: 798806
- Virtual International Authority File: 127979069